# Metro de Quito
Die Metro de Quito (MDQ) ist die U-Bahn der ecuadorianischen Hauptstadt Quito. Sie besteht bislang aus einer 22 Kilometer langen Linie, die 15 unterirdische Stationen bedient.

## Geschichte
Bedingt durch das starke Wachstum der Stadt im 20. Jahrhundert und das dadurch zu erwartende hohe Verkehrsaufkommen wurden Überlegungen zur Errichtung eines leistungsfähigen urbanen Massentransportsystems angestrebt. Ziel sollte es vor allem sein, das städtische Verkehrssystem zu entlasten und bestehende Auswirkungen auf die Umwelt zu senken. Insgesamt sollen bis zu 30.000 Tonnen CO2-Emissionen jährlich eingespart werden.
Die Planungen hinsichtlich einer möglichen Streckenführung der U-Bahn gestalteten sich aufgrund anspruchsvoller geografischer und geologischer Gegebenheiten schwierig. Ebenfalls musste in der Bauphase Rücksicht auf zahlreiche historische Gebäude der unter UNESCO-Weltkulturerbe stehenden Altstadt Quitos genommen werden. Eine weitere Herausforderung stellte der Erdbebenschutz dar. Die errichtete Infrastruktur gilt bis zu einem Wert von 7,8 auf der Richterskala als erdbebensicher.
Nach fast 20 Jahren Planungs- und Bauzeit konnte im Dezember 2022 die offizielle Eröffnung mit Vertretern aus der Öffentlichkeit stattfinden. Es folgte ein mehrmonatiger Testbetrieb bis in das Frühjahr 2023. Am 2. Mai 2023 begann der Fahrgastbetrieb, welcher sich vorerst auf die Hauptverkehrszeiten konzentrierte. Bereits am 11. Mai 2023 musste aufgrund diverser technischer Probleme der Betrieb unterbrochen werden. Es dauerte schließlich bis im Dezember 2023 erneut ein planmäßiger Fahrgastbetrieb aufgenommen werden konnte. Das Projekt gilt als eines der größten Infrastrukturprojekte des Landes seit Jahren.

## Betrieb

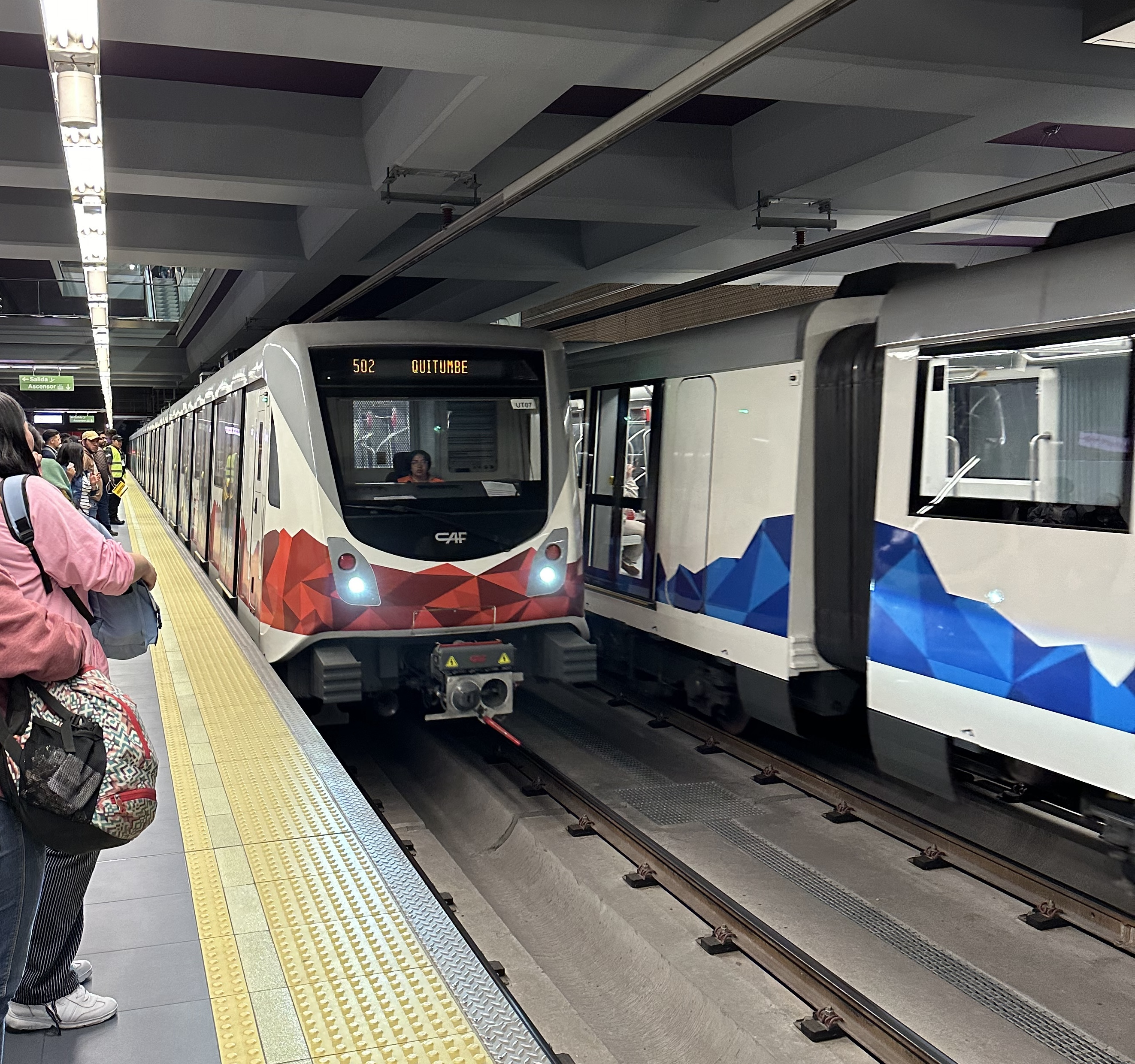
Zwei Metrozüge in der Station Universidad Central (Dezember 2023)

Bisher in Betrieb ist die Linie 1, welche den Norden und Süden der Hauptstadt verbindet. Sie ist insgesamt 22 Kilometer lang und bedient 15 unterirdische Stationen. Fünf Stationen dienen dabei als größere Umsteigepunkte zum Oberleitungsbus Quito. Die Fahrzeit zwischen den beiden Endpunkten wird mit 34 Minuten angegeben, bei einer Höchstgeschwindigkeit von bis zu 100 km/h.

## Fahrzeuge
Der spanische Hersteller CAF lieferte Sechswagenzüge an die Metro Quito. Die Fahrzeuge sind rund 109 Meter lang und haben vier Türen mit großen Glasflächen pro Wagen und Seite.